# Station Menton
Station Menton (Frans: Gare de Menton) is een spoorwegstation in de Franse gemeente Menton in het zuidoostelijke departement Alpes-Maritimes. Het station wordt bediend door de SNCF op de spoorlijn Marseille-Saint-Charles - Ventimiglia.
Het station en de spoorweg werden aangelegd door de Compagnie des chemins de fer de Paris à Lyon et à la Méditerranée (PLM); het station, tijdelijk eindpunt van de lijn naar Marseille, werd op 6 december 1869 in gebruik genomen. 